# Leopold Bloom
Leopold Bloom is het hoofdpersonage uit James Joyce' roman Ulysses. Hij functioneert als een soort "alleman": een gewone persoon met wie de lezer zich behoort te identificeren en die in vreemde toestanden terechtkomt, maar desalniettemin een gewone persoon blijft. Doorheen het hele boek wordt Blooms mannelijkheid in twijfel getrokken. Dit maakt van Bloom een soort androgyn persoon.

## Karakteranalyse
In de roman is Leopold Bloom de personificatie van Odysseus (Ulysses is de Engelse naam van Odysseus). Hoewel hij dus een gewoon persoon is, wordt zijn karakter gedetailleerd beschreven.
Hij is een achtendertig jaar oude advertentieverkoper. Zijn vader was een Jood van Hongaarse afkomst (de ironie dat de Ierse Odysseus geen echte Ier is wordt door James Joyce sterk benadrukt) en zijn moeder was een Ierse. Blooms status van 'outsider', gecombineerd met het feit dat hij sociaal ietwat uitgesloten wordt, maakt hem ook tot een verpersoonlijking van het Ierland aan het begin van de 20e eeuw: door het 'eiland-zijn' van Ierland staat het een beetje buiten de rest van Europa. De sociale uitsluiting van Bloom in dit opzicht is echter van twee kanten; Bloom laat de kansen om iets met zijn vrienden te gaan drinken vaak aan zich voorbijgaan, hij neemt niet deel aan hun geroddel en hoewel hij steeds vriendelijk blijft is hij klaarblijkelijk niet ontevreden met zijn uitsluiting uit hun sociale kring.
Als Bloom op het toneel verschijnt in episode vier, valt meteen het verschil op met de voorgaande hoofdrolspeler. Stephen Dedalus, die in de eerste drie episodes de hoofdrol voor zich neemt, is minder gebonden aan de fysieke wereld. Hij trekt zich vaak terug in zijn eigen gedachten, terwijl Bloom geen problemen heeft om zich in de werkelijkheid te plaatsen. Diens ongedwongenheid kan verklaard worden door zijn praktisch ingestelde geest alswel zijn wetenschappelijke curiositeit. Dit wordt benadrukt door het einde van episode drie (en Stephens ochtendlijke escapades) en het begin van episode vier (het begin van Blooms dag). Daar waar Stephen zich afsluit van de materiële wereld om over de werking van zijn eigen geest en verbeelding te filosoferen, buigt Bloom zich voorover, zich ondertussen afvragend hoe haar zintuigen functioneren.
Ook is Blooms wereldse geest te merken aan zijn seksualiteit, een karakterdiepte die bij Stephen nagenoeg helemaal afwezig is. Bij de eerste kregen we overvloedig bewijs van zijn seksualiteit, variërend van zijn voorliefde voor voyeurisme en vrouwenondergoed tot de zelfbevrediging en erotische briefwisseling; Stephen komt onervaren, aseksueel over. 

Bloom en Stephen zijn beiden kunstenaars, hoewel op een andere manier. Bloom ziet kunst als een medium om mensen hun daden en gevoelens te beïnvloeden. Dit zien we aan zijn beroep, advertentieverkoper, maar ook aan het liefdesgedicht dat hij schrijft voor Molly; evenals zijn voorliefde voor William Shakespeare, gebaseerd op de morale visie in diens werk. En hoewel Stephen meer een soort mentale kunstenaar is die met gedachten goochelt, is het net hun kunstenaar-zijn dat hen bij elkaar brengt. Bloom voelt zich erg aangetrokken door Stephen omwille van zijn kennis van zaken over diverse onderwerpen.
Andere discrepanties tussen de twee mannen vinden we in hun gemoed. Stephen is meer depressief van aard, zelfs melodramatisch. Bloom daarentegen is stabieler en vermijdt depressiefmakende onderwerpen. En dit hoewel hij meer reden heeft om ongelukkig te zijn. Er zijn namelijk twee zaken die een steeds terugkerende domper op Blooms humeur zetten: de ontrouw van zijn vrouw Molly en de dood van zowel Blooms vader (door zelfmoord) als zijn zoon Rudy (enkele dagen na de geboorte) en de hiermee samenhangende stopzetting van zijn familiestamboom. In de roman blijkt dat deze twee redenen samenhangen: Sinds de dood van Rudy elf jaar voordien, zijn Molly en Bloom uit elkaar gegroeid (op seksueel vlak dan vooral).

Blooms reactie op de ontrouw van Molly is eerder complex. Ergens is hij trots op het feit dat er nog andere mannen die zijn vrouw willen beminnen, en zijn passieve persoonlijkheid weerhoudt hem ervan om in te grijpen. Hij is ook schrander genoeg om in te zien dat Molly's minnaar (Blazes Boylan) een minderwaardige vervanger is voor hemzelf (wat door Molly in het laatste hoofdstuk wordt bevestigd). Hij wil Blazes Boylan niet dwarsbomen omdat Bloom weet dat deze slecht een van de velen zal zijn (geweest).
In feite is het deze eigenschap van Bloom, om een situatie uit verschillende oogpunten te bekijken vooraleer te oordelen, samen met zijn vermogen om medeleven te betonen, die van hem een echte held, een echte Odysseus maakt.